# Карабекир, Кязым Муса
Кязым Муса Карабекир (тур. Musa Kâzım Karabekir; 1882, Стамбул — 26 января 1948, Анкара, Турция) — османский и турецкий военный и политический деятель, командовал 15-м армейским корпусом в конце Первой мировой войны. Был спикером Великого национального собрания Турции.

## Ранние годы
Кязым родился в 1882 году в Стамбуле, в квартале Коджамустафапаша в семье османского военачальника Мехмета Эмина. Из-за службы отца часто путешествовал по Османской империи.
В 1893 году после смерти отца в Мекке возвращается с матерью в Стамбул, в квартал Зейрек, где получил начальное образование. С тех пор во всех образовательных учреждениях его имя шло, как Кязым «Зейрек». Через год Кязым поступает в военную школу «Фатих».
Окончив школу 1896 году, поступил в военную школу «Кулели». После окончания «Кулели» в 1899 году продолжает образование в военном колледже в Стамбуле. Окончил колледж 6 декабря 1902 года.

## Военная карьера
Спустя два месяца младший офицер Кязым Карабекир был отправлен в 3-ю армию, местом дислокации которой были окрестности Битола (на территории нынешней Республики Македония). Принимал участие в боевых действиях против греческих и болгарских партизан. За отличие по службе в 1907 году получил звание старшего капитана. 15 апреля 1911 года поменял фамилию «Зейрек» на «Карабекир». Следует сказать, что в Османской империи фамилии широко не использовались.

### Участие в Балканских войнах
Во время службы в Эдирне Кязым Карабекир был произведён в майоры. В Первой Балканской войне воевал против болгар. 22 апреля 1913 года попал в плен. Был освобождён 21 октября после подписания мирного договора.

### Первая мировая война
Перед началом мировой войны Карабекир служил некоторое время в Стамбуле. Был командирован в Австрию, в Германию, во Францию и в Швейцарию. По возвращении в Стамбул Карабекир возглавил отдел разведки в Генштабе. Вскоре ему было присвоено звание подполковника. Некоторое время воевал на юго-восточном фронте, а затем был отправлен в Чанаккале.
Летом 1915 года, будучи командиром 14-й дивизии, участвовал в Дарданельской операции. В октябре 1915 года Кязым Карабекир становится офицером Генштаба 1-й армии, дислоцированной в Стамбуле. Для объединения с 6-й армией был послан в Ирак. За успехи в Дарданельской операции, в декабре 1915 года получает звание полковника.
В апреле 1916 года Кязым Карабекир стал командиром 18-го армейского корпуса, который участвовал в осаде Эль-Кута. Карабекир возглавлял 2-й Кавказский корпус и 10 месяцев сражался против армянских и российских войск. В декабре 1916 года султан издал указ о присвоении Кязыму Карабекиру звания бригадного генерала.
В 1919 году был командующим 15-м армейским корпусом. Поддержал Мустафу Кемаля после его выхода в отставку для организации национального движения в июле 1919 года. В марте 1919 года войска Карабекира заняли Нахичевань — спорную территорию между Азербайджаном и Арменией.
В 1920 году руководил военными действиями против Армении.
В 1921 году оккупировал территории Грузинской демократической республики.
В 1922 году участвовал в принятии резолюции Великого национального собрания об упразднении монархии. Впоследствии в оппозиции к Мустафе Кемалю. В 1924 году подал в отставку с военной службы, чтобы сосредоточиться на депутатской деятельности. Создал Прогрессивную республиканскую партию, вскоре запрещённую.
В 1926 году арестован вместе с рядом других деятелей и предан суду по обвинению в заговоре. Суд его оправдал.

## Память
- 16 октября 1999 года в Нахичевани состоялось открытие мечети, носящей имя Карабекир паши. На открытии присутствовал президент Азербайджана Гейдар Алиев[4].
- В 2009 году азербайджанским режиссёром Таиром Алиевым был снят фильм «Покоритель Востока», повествующий о жизни Кязима Карабекир паши. Съемки фильма проходили в Стамбуле, Анкаре, Эрзуруме, Карсе и Нахичевани[5].